# Gosibius benespinosus
Gosibius benespinosus är en mångfotingart som beskrevs av Chamberlin 1941. Gosibius benespinosus ingår i släktet Gosibius och familjen stenkrypare. Inga underarter finns listade i Catalogue of Life.